# Zezuj
Zezuj – osada w Polsce położona w województwie warmińsko-mazurskim, w powiecie olsztyńskim, w gminie Stawiguda.
W latach 1975–1998 miejscowość administracyjnie należała do województwa olsztyńskiego.
Wieś warmińska położona nad górnym, źródłowym odcinkiem rzeki Pasłęki oraz w pobliżu jeziora Wymój.